# FEO Media
FEO Media AB (comunemente FEO Media) è una casa svedese sviluppatrice e distributrice di videogiochi (fondata a Göteborg nel 2011), nota per aver sviluppato QuizDuello.
Nel novembre 2017 FEO Media è stata acquisita da MAG Interactive, altra casa svedese di videogiochi (fondata a Stoccolma nel 2010), nota per aver sviluppato, tra gli altri, il celebre rompicapo Ruzzle.